# Den skaldede frisør
Den skaldede frisør (engelsk titel: Love is all You Need) er en dansk-engelsk romantisk komedie fra 2012, instrueret og skrevet af Susanne Bier.

## Handling
Damefrisør Ida (Trine Dyrholm) er efter kemoterapi ved at komme ovenpå igen. Men hendes tilværelse vendes på hovedet, da hun en dag finder sin mand gennem 25 år, den brovtende Leif (Kim Bodnia), sammen med den unge Thilde (Christiane Schaumburg-Müller) på sofaen, og så lige op til datterens bryllup, der skal holdes i Italien.
I mellemtiden møder Ida tilfældigvis gommens far, Philip (Pierce Brosnan), som er en lidt fortravlet og følelseskold forretningsmand, der dog alligevel bliver vild med den forvirrede Ida.

## Medvirkende
- Ida – Trine Dyrholm, Astrid og Kenneths mor, gift med Leif
- Philip – Pierce Brosnan, Patricks far
- Benedikte – Paprika Steen, Patricks moster
- Leif – Kim Bodnia, Astrid og Kenneths far, gift med Ida og har en affære med Thilde
- Thilde – Christiane Schaumburg-Müller, har en affære med Leif
- Astrid – Molly Blixt Egelind, Patricks forlovede, datter af Ida og Leif, søster til Kenneth
- Patrick – Sebastian Jessen, Astrids forlovede, søn af Phillip
- Kenneth – Micky Skeel Hansen, bror til Astrid, søn af Ida og Leif
- Alexandra – Frederikke Thomassen, Benediktes datter, kusine til Patrick
- Vibe – Bodil Jørgensen
- Alessandro – Ciro Petrone
- Bitten – Line Kruse